# Cynorta levinseni
Cynorta levinseni is een hooiwagen uit de familie Cosmetidae.